# Bondes em Viena
Os bondes em Viena são uma parte vital do sistema de transporte público em Viena, capital da Áustria. Em operação desde 1865, quando foi completado um percurso de dois quilômetros até uma área industrial, alcançou sua extensão máxima, de 292 quilômetros, em 1942. Atualmente, é a quinta maior rede de bondes do mundo, com uma extensão de aproximadamente 176,9 quilômetros e 1 071 estações.
O sistema possui bitola padrão. Desde 1897, é movido a eletricidade, com seiscentos volts em corrente contínua. O atual operador do sistema é a Wiener Linien (Linhas Vienenses). Em 2013, um total de 293 600 000 passageiros utilizou o sistema. Também em 2013, o sistema possuía 525 bondes, incluindo 404 utilizados durante os horários de pico, 215 carros únicos e 189 conjuntos de motor e trêiler.

## História

### Bondes a cavalo
O mais antigo precursor do bonde de Viena foi a Brigittenauer Eisenbahn, um bonde movido a cavalo. De 1840 a 1842, ele ia do Donaukanal ao estabelecimento recreativo conhecido como Kolosseum, no final da Jägerstraße.
Duas décadas depois, várias firmas competiram pela concessão de construção de um bonde urbano a cavalo em Viena. A Schaeck-Jaquet & Comp ganhou a concorrência. Em outubro de 1865, bondes operavam entre Schottentor e Hernals. Em 24 de abril de 1866, a rota foi extendida para Dornbach.
Subsequentemente, a municipalidade de Viena tentou convencer outras firmas a construir linhas de bonde. Entretanto, devido a condições difíceis, todas as firmas concorrentes (incluindo Schaeck-Jaquet & Comp) se fundiram, criando a Wiener Tramwaygesellschaft como única firma. Nos anos seguintes, essa firma construiu a maior parte da rede de bondes. As condições sociais, no entanto, geraram muitas disputas trabalhistas. Em 1872, foi fundada a Neue Wiener Tramwaygesellschaft como firma concorrente, mas ela só pôde construir uma rede nos subúrbios da cidade.

### Os bondes a vapor
Em 1883, a Dampftramway Krauss & Comp. abriu a primeira linha de bondes a vapor de Viena, entre Hietzing e Perchtoldsdorf. Em 1887, a linha foi estendida para o sul até Mödling, e em direção ao Centro da cidade até Gaudenzdorf, e um novo ramal foi criado até  Ober St. Veit. Uma linha mais extensa, de importância nacional, foi aberta em 1886 do Donaukanal até Stammersdorf, onde os bondes se conectavam a trens na Stammersdorfer Lokalbahn em direção a Auersthal. De Floridsdorf, um ramal levava a Groß Enzersdorf.
Junto com a Dampftramway Krauss & Comp., a Neue Wiener Tramwaygesellschaft também operava algumas linhas com bonde a vapor. 

### Primeiros bondes elétricos
Na virada do século, o prefeito de Viena, Karl Lueger, começou a municipalização dos serviços urbanos, que, até então, eram geridos por firmas particulares. Em 1899, por uma proclamação do ministro Heinrich Ritter von Wittek, a municipalidade recebeu uma concessão de noventa anos do ministério imperial de ferrovias para "uma rede de ferrovias leves com bitola padrão em Viena para ser operada com energia elétrica". As 99 linhas (ou seções) explicitamente identificadas na proclamação incluíram novas linhas, e a compra da rede da Wiener Tramwaygesellschaft, sendo que os funcionários desta empresa deveriam ser assumidos pela municipalidade na medida do possível. As linhas foram integradas no serviço da Gemeinde Wien – Städtische Straßenbahnen, que foi registrada em 4 de abril de 1902. Em 1903, a rede da Neue Wiener Tramwaygesellschaft também foi comprada.
Em 28 de janeiro de 1897, um bonde elétrico operou pela primeira vez em Viena; nos trilhos da atual linha cinco. Com seu menor ruído e menos intenso odor em comparação com o bonde a cavalo e o bonde a vapor, o bonde elétrico rapidamente se tornou popular. Em 26 de junho de 1903, o último bonde a cavalo recebeu uma despedida cerimonial. Em 1907, foram introduzidas as designações de linha utilizando números e letras, que continuam válidas até hoje. O bonde a vapor continuou operando até 1922 nos subúrbios mais distantes.
Até 1910, os bondes não tinham vidraças que protegessem os passageiros do vento e do frio. Isso era herança dos bondes a cavalo, pois, nestes, havia a necessidade do contato direto do condutor com o cavalo. Em 1930, todos os bondes já possuíam vidraças.
Em 16 de outubro de 1925, a Wiener Stadtbahn, que havia sido incorporada pela municipalidade, foi integrada no sistema de tarifas dos bondes. Em 1929, a frota de bondes atingiu seu tamanho máximo. Em 1930, a rede atingiu sua extensão máxima, 318 quilômetros. No período entreguerras, Viena tinha uma população maior do que hoje. Em 1910, a cidade alcançou 2 100 000 habitantes. A partir da Primeira Guerra Mundial, a população declinou, chegando a seu menor nível em 1991, com 500 000 habitantes. No período entreguerras, os bondes eram o principal meio de transporte da cidade.
Depois da anexação do país pela Alemanha nazista, o sistema de bondes mudou em 19 de setembro de 1938 da mão esquerda para a mão direita de tráfego. Durante a Segunda Guerra Mundial, os bondes continuaram operando, pois Viena foi poupada do combate. Seu pico de passageiros foi atingido em 1943, com quase 732 000 000. Nesse ano, 18 000 pessoas trabalhavam no sistema.
Em 1944-45, entretanto, quando a cidade foi bombardeada intensivamente, o sistema foi gradualmente sendo paralisado, até que a última linha, a O, foi fechada em 7 de abril de 1945.

### Depois da Segunda Guerra Mundial
Depois da batalha de Viena, no início de abril de 1945, as primeiras cinco linhas puderam retornar ao serviço em 28 de abril. A maior parte da frota de 4 000 bondes estava seriamente danificada, sendo que quatrocentos não podiam mais ser recuperados. A reconstrução do sistema só foi finalizada em 1950; alguns pequenos trechos nunca mais voltaram ao serviço.
Em 1948, Viena adquiriu bondes de segunda mão do tipo Z (números 4201-4242) de Nova Iorque, dentro do plano Marshall. Esses bondes, que ficaram conhecidos como "estadunidenses", eram um pouco mais largos que os demais bondes do sistema. Eles só podiam rodar nos trechos mais largos, que eram herança dos bondes a vapor. Um exemplo desses trechos era a linha 331 para Stammersdorf. Os bondes estadunidenses eram, comparativamente, modernos, pois possuíam portas operadas a ar e rampas retráteis automáticas. Os bancos traseiros eram ajustáveis, de modo que todos os passageiros podiam ficar voltados para o sentido do tráfego.
Durante a primeira metade do século XX, havia poucos carros na Europa. Após a Segunda Guerra Mundial, entretanto, com o crescimento do transporte individual, os bondes nas ruas passaram a ser vistos como um empecilho, e o metrô e os ônibus passaram a ser vistos como o futuro do transporte público. 
Em 1956, os primeiros bondes articulados de Viena, chamados de tipo D, foram encomendados à empresa Gräf & Stift. Devido à precária situação financeira, os novos bondes foram feitos a partir de bondes antigos. A base de cada um eram dois velhos chassis de trêileres da Stadtbahn, sobre os quais novos carros foram montados. Os chassis e os carros foram, posteriormente, conectados, através de uma seção de junta telescópica, de desenho italiano. O protótipo do tipo D, de número 4301, foi entregue em 3 de julho de 1957. Depois de um período de testes, o tipo D entrou em serviço em 17 de fevereiro de 1958. A viagem inaugural foi na linha 71.
Um total de dezesseis tipo D foram fabricados. Eles foram usados até 1976 nas linhas 9, 41, 42 e E2. Eles eram pesados, com 28 toneladas, e não convenceram muito.

### Mudanças, novos bondes e metrô
Em 1958, quando houve a conversão da linha 158, foi testada a viabilidade da troca de bondes por ônibus. A partir de 1960, vários trechos que corriam em ruas estreitas e densamente povoadas da área central da cidade foram convertidos para ônibus. O mais conhecido exemplo é a linha treze, da Estação do Sul de Viena até Alserstrasse. Entretanto, trechos da periferia da cidade, como as antigas linhas de bonde a vapor até Mödling e Groß-Enzersdorf, foram trocados por ônibus. Na década de 1960, um sistema de pré-metrô foi construído para transferir trechos de bonde para o subterrâneo.
A constatação de que a abolição dos bondes seria uma tarefa demorada, devido à trabalhosa construção do metrô, levou à introdução, em 1959, dos bondes de tipo E e E1, de seis eixos articulados. 426 deles foram construídos até 1976.
Os últimos bondes articulados de piso alto que entraram na frota foram os de tipo E2, que foram construídos sob licença da empresa Duewag, junto com os trêileres correspondentes de tipo C5. Eles entraram em serviço em 28 de agosto de 1978 na linha seis, e permanecem operando até hoje. Este tipo foi o primeiro a apresentar saídas com degraus retráteis. Os trens também tiveram seu desenho modernizado, e os itens de segurança dos mesmos também foram aperfeiçoados. 98 carros deste tipo foram produzidos pela empresa Simmering-Graz-Pauker, e 24 pela Bombardier.
A construção do metro de Viena fez com que mais linhas de bonde tivessem suas operações encerradas, devido à política de que as linhas de metro não deveriam operar em paralelo com as linhas de bonde. Tal política continua a ser praticada hoje em dia, e mais encerramentos de linhas de bonde são esperadas com a expansão do metro. Entretanto, a permanência do bonde em Viena não é mais questionada, e é esperada até a abertura de novas linhas.
Por razões de economia, a Wiener Linien deixou de usar condutores nos trêileres a partir de 1964, e nos carros eletrificados a partir de 1972. Por razões industriais, o abandono total dos condutores só ocorreu em 1996, na linha 46.
Em 2 de setembro de 2017, a extensão U1 para Oberlaa (antigo bonde 67) abriu com grande festa, e a seção da linha 67 de Per-Albin-Hansson-Siedlung foi cortada para terminar em Reumannplatz. Também começou uma nova rede de ônibus na região de Favoriten. Na mesma data, as linhas 2, 10, 44 e 60 sofreram grandes mudanças e a linha 58 foi substituída por extensões das linhas 10 e 60.

## Linhas
Em setembro de 2017, as seguintes linhas operavam:
| Linha | De                                     | até                                | Comprimento | Depósitos                                        | Media   |
| ----- | -------------------------------------- | ---------------------------------- | ----------- | ------------------------------------------------ | ------- |
| D     | Hauptbahnhof Ost S Alfred-Adler-Straße | Nußdorf Beethovengang              | 10 km       | Favoriten, Gürtel                                | Commons |
| O     | Raxstraße Rudolfshügelgasse            | Praterstern S U                    | 7 km        | Favoriten                                        | Commons |
| 1     | Stefan-Fadinger-Platz                  | Prater, Hauptallee                 | 10 km       | Favoriten, Gürtel                                | commons |
| 2     | Friedrich-Engels-Platz                 | Dornbach                           | 11 km       | Brigittenau, Ottakring, Floridsdorf              | Commons |
| 5     | Praterstern S U                        | Westbahnhof S U                    | 7 km        | Brigittenau, Rudolfsheim, Floridsorf             | Commons |
| 6     | Burggasse-Stadthalle U                 | Kaiserebersdorf Zinnergasse        | 14 km       | Favoriten, Simmering                             | Commons |
| 9     | Gersthof S Wallrißstraße               | Westbahnhof S U                    | 6 km        | Hernals, Rudolfsheim                             | Commons |
| 10    | Dornbach                               | Unter-St.-Veit Hummelgasse         | 5 km        | Ottakring, Speising, Rudolfsheim                 | Commons |
| 18    | Burggasse-Stadthalle U                 | Schlachthausgasse U                | 7 km        | Rudolfsheim, Favoriten                           | Commons |
| 25    | Aspern Oberdorfstraße                  | Floridsdorf S U                    | 8 km        | Kagran                                           | Commons |
| 26    | Hausfeldstraße U                       | Strebersdorf Edmund-Hawranek-Platz | 11 km       | Kagran, Floridsdorf                              | Commons |
| 30    | Floridsdorf S U                        | Stammersdorf                       | 5 km        | Brigittenau (3 cars ex FLOR), Floridsdorf        | Commons |
| 31    | Schottenring U                         | Stammersdorf                       | 11 km       | Floridsdorf                                      | Commons |
| 33    | Josefstädter Straße U                  | Friedrich-Engels-Platz             | 5 km        | Brigittenau, Floridsdorf                         | Commons |
| 37    | Schottentor U                          | Hohe Warte                         | 5 km        | Gürtel                                           | Commons |
| 38    | Schottentor U                          | Grinzing                           | 5 km        | Gürtel                                           | Commons |
| 40    | Schottentor U                          | Gersthof Herbeckstraße             | 4 km        | Gürtel, Hernals                                  | Commons |
| 41    | Schottentor U                          | Pötzleinsdorf                      | 5 km        | Gürtel, Hernals                                  | Commons |
| 42    | Schottentor U                          | Antonigasse                        | 3 km        | Gürtel, Hernals                                  | Commons |
| 43    | Schottentor U                          | Neuwaldegg                         | 5 km        | Hernals                                          | Commons |
| 44    | Schottentor U                          | Ottakring Maroltingergasse         | 5 km        | Ottakring                                        | Commons |
| 46    | Ring/Volkstheater U                    | Joachimsthalerplatz                | 4 km        | Ottakring, Rudolfsheim                           | Commons |
| 49    | Ring/Volkstheater U                    | Hütteldorf Bujattigasse            | 8 km        | Rudolfsheim, Ottakring                           | Commons |
| 52    | Westbahnhof S U                        | Baumgarten                         | 5 km        | Rudolfsheim                                      | Commons |
| 58    | Westbahnhof S U                        | Unter-St.-Veit Hummelgasse         | 5 km        | Linha trocada pela 10 e 60, não mais em operação | Commons |
| 60    | Westbahnhof S U                        | Rodaun                             | 8 km        | Rudolfsheim, Speising                            | Commons |
| 62    | Oper/Karlsplatz U                      | Lainz Wolkersbergenstraße          | 10 km       | Speising                                         | Commons |
| 67    | Otto-Probst-Platz                      | Reumannplatz U                     | 7 km        | Favoriten                                        | Commons |
| 71    | Börse                                  | Zentralfriedhof 3. Tor             | 10 km       | Simmering                                        | Commons |

A linha mais comprida é, atualmente, a linha seis, que percorre 14,5 quilômetros da estação de metrô de Burggasse-Stadthalle até Kaiserebersdorf. Por outro lado, a menor linha é a 42, que possui 3,4 quilômetros.

## Frota
A frota de bondes em Viena consiste tanto em veículos de piso alto quanto em veículos de piso baixo. Em dias de semana, algumas linhas operam com uma combinação de bondes de piso baixo e bondes de piso alto. Porém, nos finais de semana (especialmente nos domingos), apenas um número limitado de bondes de piso alto é utilizado nas linhas D, 2, 5, 25, 31, 38 e VRT. Bondes de piso baixo foram introduzidos sucessivamente a partir de 1995. Mais recentemente, na linha 33, em setembro de 2011. Isso permitiu que todas as estações em Viena pudessem ser servidas por esses veículos, permitindo viagens sem degraus pela rede inteira.

### Bondes de piso alto
A partir de 1959, bondes articulados do tipo E passaram a ser usados. Entretanto, tornou-se difícil operá-los usando trêileres devido a seus motores de baixa potência, e eles tiveram de ser substituídos logo depois.
Os sucessores, os bondes de tipo E1, foram entregues pela primeira vez em 1966. Eles tinham aparência semelhante a seus predecessores, mas possuíam motores mais potentes. O tipo E permaneceu em serviço até 2007, nas linhas 10 e 62.
Depois que a produção do tipo E1 terminou em 1976, uma geração seguinte, o tipo E2, foi desenvolvida, e tem permanecido em serviço de 1978 até hoje.
A frota de trêileres construída para se encaixar nos bondes é constituída pelo tipo C4 para os bondes E1, e pelo tipo C5 para os bondes E2. Em linhas menos utilizadas, os bondes também trafegam sem trêileres.
Depois de vários sérios acidentes, a maior parte dos bondes de piso alto passou a ser equipado com sensores elétricos de beira de porta e retrovisores.

#### Bondes (sem ar-condicionado)
- Tipo E1 - 28 carros (originalmente, 338) - construídos entre 1966-1976 - quarenta assentos - 65 lugares em pé - retirada de circulação planejada para 2022[3]
- Tipo E2 - 119 carros (originalmente, 122) - construídos entre 1978-1990 - 44 assentos - 58 lugares em pé - retirada de circulação planejada para 2026[3]

#### Trêileres (sem ar-condicionado)
- Tipo C3 - 61 carros (originalmente, 190) - construídos entre 1959-1962 - 32 assentos - 43 lugares em pé - retirados de circulação em 2017
- Tipo C4 - 24 carros - construídos entre 1974-1977 - 31 assentos - 43 lugares em pé
- Tipo C5 - 116 carros - construídos entre 1978-1990 - 32 assentos - 39 lugares em pé

### Bondes de piso baixo

#### Piso ultrabaixo
Os bondes articulados de piso ultrabaixo, construídos por um consórcio entre Siemens e ELIN, vêm em dois comprimentos: tipo A, uma versão pequena com cinco seções; e tipo B, uma versão mais longa, com sete seções.
Desde 1995, um protótipo de cada tipo operou na rede. Desde 1997, versões produzidas em série de cada tipo vêm operando na rede.
O tipo A1, um desenvolvimento do tipo A, tem estado em serviço desde 2007 como a primeira geração dos bondes de Viena com ar-condicionado. Esses carros têm um desenho interno moderno (corrimão amarelo, paredes cinzas e assentos vermelhos de plástico) e luzes indicadoras de fechamento de porta. Estão sendo atualmente usados nas linhas O, 9, 10, 33, 37, 42, 44, 46, 52 e 62. Entregas da versão mais longa, tipo B1, começaram em abril de 2009, e podem ser atualmente encontradas nas linhas D, 1, 2, 5, 6, 18, 25, 26, 31, 38, 40, 41, 43, 49, 60, 67 e 71.
Depois de um incêndio num dos bondes de piso baixo em julho de 2009, foi decidido o retrofit de todos eles com para-lamas especiais.
Desde 2014, seis assentos na segunda e última seção dos tipos B e B1 foram removidos permanentemente e trocados por dois assentos retráteis e dezesseis lugares em pé para facilitar a movimentação dos passageiros e aumentar a capacidade dos bondes.

##### Bondes sem ar-condicionado
- Tipo A - 51 carros - número de frota 1 a 51 - construídos em 1995-2006 - 42 assentos - 94 lugares em pé
- Tipo B - 100 carros - número de frota 601 a 701 - construídos em 1995-2005 - 66 assentos - 141 lugares em pé

##### Bondes com ar-condicionado
- Tipo A1 - 80 carros - número de frota 52 a 131 - construídos em 2006-2015 - 42 assentos - 94 lugares em pé
- Tipo B1 - 100 carros - número de frota 702 a 801 - construídos em 2009-2017 - 66 assentos - 143 lugares em pé

#### Bombardier Flexity Wien
Em 2015, a Bombardier Transportation, com seu modelo Bombardier Flexity, ganhou uma concorrência em relação ao modelo ULF (piso ultrabaixo) da Siemens. A concorrência se referia à compra de 119 novos bondes, com opção de compra de mais 37 unidades. Os bondes, baseados no modelo Adtranz Incentro, possuem 34 metros de comprimento e possuem seis portas duplas, uma a menos que os longos ULF. Eles possuem uma capacidade de 211 passageiros e uma distância de 215 milímetros em relação ao chão, para facilitar o embarque e desembarque. Eles são produzidos pela fábrica da Bombardier em Viena e têm sido entregues à Wiener Linen desde o fim de 2017, entrando em operação a partir do depósito Favoriten em dezembro de 2018, inicialmente na linha 67 e posteriormente nas linhas D e 6. Internamente chamados de tipo D, eles vão, gradualmente, substituir os últimos veículos de piso alto da frota existente.

## Depósitos
Ao longo de sua história, a rede de bondes de Viena teve vários locais onde eram guardados os carros. Os depósitos atuais são:
| Nome        | Símbolo | Linhas                                     | Veículos                     | Endereço                         | Parada mais próxima |
| ----------- | ------- | ------------------------------------------ | ---------------------------- | -------------------------------- | ------------------- |
| Favoriten   | FAV     | D, O, 1, 6, 18, 67, VRT                    | A, A1, B, B1, E1, E2, c4, c5 | 10., Gudrunstraße 153            | Quellenplatz        |
| Simmering   | SIM     | 6, 71                                      | B, B1, E1, E2, c4, c5        | 11., Simmeringer Hauptstraße 156 | Fickeysstraße       |
| Floridsdorf | FLOR    | 2 (1xPM), 5 (1xPM), 26, 30, 31, 33         | B, B1, E1, E2, c4, c5        | 21., Gerichtsgasse 5             | Floridsdorfer Markt |
| Brigittenau | BRG     | 2, 5, 30 (3x ex FLOR), 33                  | A, B, B1, E1, E2, c4 c5      | 20., Wexstraße 13                | Wexstraße           |
| Kagran      | KAG     | 25, 26                                     | B, B1, E1, c4                | 22., Prandaugasse 11             | Kagran              |
| Hernals     | HLS     | 1 (1xPM), 2, 9, 40, 41, 42 (1xPM), 43      | A, B, B1, E1, E2, c4, c5     | 17., Hernalser Hauptstraße 138   | Wattgasse           |
| Gürtel      | GTL     | D, 1, 37, 38, 40, 41, 42                   | A, B, B1, E1, E2, c4, c5     | 18., Währinger Gürtel 131        | Nußdorfer Straße    |
| Rudolfsheim | RDH     | 5, 9, 10 (1xPM), 18, 46 (1xPM), 49, 52, 60 | A1, B, B1, E1, E2, c4, c5    | 15., Schwendergasse 51           | Anschützgasse       |
| Ottakring   | OTG     | 10, 44, 46, 49                             | A, A1, B, B1, E1, c4         | 16., Joachimsthalerplatz 1       | Joachimsthalerplatz |
| Speising    | SPEIS   | 10, 60, 62                                 | A1, B, B1, E2, c5            | 13., Hetzendorfer Straße 188     | Wattmanngasse       |

## Na mídia
Os bondes de Viena foram um cenário importante do filme Antes do Amanhecer (1995).